# Tony Musante
Anthony Peter Musante Jr. (n. 30 iunie 1936, Bridgeport, Connecticut, SUA – d. 26 noiembrie 2013, New York City, New York, SUA) a fost un actor american. Acesta era cunoscut pentru următoarele roluri de televiziune: detectivul David Toma în Toma⁠(d), Nino Schibetta în OZ - Închisoarea Federală⁠(d) (1997) și Joe D'Angelo în As the World Turns⁠(d) (2000–2003). Pe parcursul carierei, a apărut și în filme precum A fost cândva hoț (1965), Incidentul⁠(d) (1967), The Detective⁠(d) (1968), The Last Run⁠(d) (1971), Mercenarul (1968), Metti, una sera a cena⁠(d) (1969) și L'uccello dalle piume di cristallo (1970).

## Biografie
Născut în Bridgeport, Connecticut, într-o familie italoamericană, Mustante era fiul lui Natalie Anne (născută Salerno), învățătoare, și al lui Anthony Peter Musante, contabil. A studiat la Oberlin College⁠(d) și la Universitatea Northwestern.
Musante a apărut în numeroase lungmetraje atât în Statele Unite, cât și în alte țări. Primele sale proiecte includ serialul de televiziune Toma (1973), telenovela As the World Turns și piesa de teatru P.S. Your Cat Is Dead⁠(d) (1975). A fost nominalizat la Premiile Drama Desk pentru rolul din urmă.
Serialul Toma a avut ratinguri bune, însă Musante a insistat să părăsească rolul după doar un an. Actorul a fost înlocuit cu Robert Blake⁠(d), iar emisiunea a fost redenumită Baretta. Deși nu a regretat niciodată decizia de a părăsi distribuția serialului, a renunțat astfel la bani și faimă.
A fost nominalizat la Premiile Emmy pentru rolul din episodul „A Quality of Mercy” al serialului Medical Center⁠(d) în 1975. De asemenea, l-a interpretat pe Nino Schibetta⁠(d), un temut boss al mafiei și liderul bandei italiene din Emerald City, în primul sezon al serialului OZ - Închisoarea Federală.

### Viața personală
Musante a murit ca urmare a unei hemoragii cauzate de o intervenție chirurgicală pe 26 noiembrie 2013 la vârsta de 77 de ani.

## Filmografie
- 1963 The DuPont Show of the Week: Ride with Terror (serial TV) - Joe Ferrone
- 1964 Bob Hope Presents the Chrysler Theatre: A Wind of Hurricane Force (serial TV) - Major DeGuisado
- 1964 Alfred Hitchcock Presents: Memo from Purgatory (serial TV) - Candle
- 1965 A fost cândva hoț (Once a Thief), regia Ralph Nelson - Cleveland 'Cleve' Shoenstein
- 1965 The Trials of O'Brien: Bargain Day on the Street of Regret (serial TV) - Coley Thomas
- 1966 The Trials of O'Brien: The Blue Steel Suite (serial TV) - Callison
- 1966 Evadatul (The Fugitive) : The Blessings of Liberty (episod din serial TV) - Billy Karnes
- 1967 Incidentul (The Incident), regia Larry Peerce - Joe Ferrone
- 1968 Detectivul (The Detective) - Felix
- 1968 Mercenarul (Il mercenario), regia Sergio Corbucci - Paco Román
- 1969 Metti, una sera a cena, regia Giuseppe Patroni Griffi - Max
- 1970 L'uccello dalle piume di cristallo (L'uccello dalle piume di cristallo), regia Dario Argento - Sam Dalmas
- 1970 Anonimul venețian (Anonimo veneziano), regia Enrico Maria Salerno - Enrico
- 1971 Banda Grissom (Grissom Gang), regia Robert Aldrich - Eddie Hagan
- 1971 The Last Run, regia Richard Fleischer - Paul Rickard
- 1972 Il caso Pisciotta - Francesco Scauri
- 1973 Marcus Welby, M.D.: The Tall Tree (serial de televiziune) - David
- 1973–1974 Toma (serial TV, 23 de episoade) - Det. David Toma
- 1974 Police Story: Fathers and Sons (serial TV) - Joe Basic
- 1975 The Court Martial of Lieutenant William Calley (film TV) - Lt. William Calley
- 1975 The Rockford Files: Charlie Harris at Large (serial TV) - Charlie Harris
- 1975 The Desperate Miles (film TV) - Joe Larkin
- 1975 Medical Story: The God Syndrome (serial TV) - Dr. Paul Brandon
- 1975 Police Story: Breaking Point (serial TV) - Sgt. Vince Della Maggiori
- 1976 Medical Story: The Quality of Mercy (serial TV) - Dr. Hoffman
- 1976 Origins of the Mafia (miniserie TV) - Michele Borello
- 1976 Police Story: The Other Side of the Badge (serial TV) - Jack Mitchell
- 1977 Non c'è posto per nascondersi (film TV) - Joey Faber
- 1978 Goodbye & Amen - John Dhannay
- 1978 Break Up - Paolo Naviase
- 1978 My Husband Is Missing (film TV) - Derek Mackenzie
- 1979 Breaking Up Is Hard to Do (film TV) - Sal Falcone
- 1979 The Thirteenth Day: The Story of Esther (film TV) - King Ahasuerus
- 1980 High Ice (film TV) - Lt. Col. Harris Thatcher
- 1982 American Playhouse: Weekend (serial TV) - George
- 1983 Notturno⁠(d) - Jurek Rudinski
- 1984 The Pope of Greenwich Village - Pete
- 1984 Rearview Mirror (film TV) - Vince Martino
- 1985 MacGruder and Loud (TV pilot episode) - Caferelli
- 1985 Cușca (La gabia) - Michael Parker
- 1985 The Repenter (Il pentito) - Vanni Ragusa
- 1986 The Equalizer: Pretenders (TV series episode) - John Parker
- 1987 Nutcracker: Money, Madness and Murder (miniserie de televiziune) - Vittorio
- 1987 Night Heat: Grace  (serial de televiziune) - Roy Barnett
- 1988 La collina del diavolo (film de televiziune) - Daniele
- 1989 Jesse Hawkes: Little Girl Lost (serial de televiziune)
- Appuntamento a Trieste⁠(d) (Italia, 1989, miniserie de televiziune) - Kirk Mesana
- 1995 Il barone (miniserie de televiziune) - Baron Sajeva
- Deep Family Secrets (1997, film de televiziune) - Lennox
- Oz (1997, serial de televiziune, 7 episoade) - Nino Schibetta
- Nothing Sacred: Song of Songs (1997, serial de televiziune) - Gary
- Exiled: A Law & Order Movie (1998, film de televiziune) - Don Giancarlo Uzielli
- Acapulco H.E.A.T.: Code Name Million Dollar Man (1998, serial de televiziune) - Rocco Santora
- The Deep End of the Ocean (1999) - Angelo Cappadora
- Il settimo papiro⁠(d) (1999, miniserie de televiziune) - Duraid Al Simma
- The Yards (2000) - Seymour Korman
- Un bacio nel buio (Italy, 2000, TV miniseries)
- As the World Turns (2000–2003, TV series) - Joe D'Angelo
- 100 Centre Street (2001, TV series, 3 episodes) - Albert Esposito
- Life as It Comes (Italy, 2003) - Karl, the Professor
- Traffic (2004, TV miniseries) - Alex Edmonds
- Promessa d'amore⁠(d) (Italia, 2004) - Amilcare
- Pompeya⁠(d) (Italia, 2007, miniserie de televiziune) - Alpius
- We Own the Night (2007) - Jack Shapiro
- Pupetta - Il coraggio e la passione⁠(d) (Italia, 2013, miniserie de televiziune) - Don Luigi Vitiello